# Kanton Nice-10
Kanton Nice-10 (fr. Canton de Nice-10) je francouzský kanton v departementu Alpes-Maritimes v regionu Provence-Alpes-Côte d'Azur. Tvoří ho čtvrti Magnan, Fabron, Sainte-Hélène, La Lanterne, Carras, Ferber, Corniche-Fleurie, Caucade a Les Eucalyptus města Nice.